# Campionat del Món de Trial indoor 2001
|  | Per al campionat del món a l'aire lliure d'aquell any, vegeu Campionat del Món de Trial 2001 |

La temporada de 2001 del Campionat del Món de Trial indoor fou la 9a edició d'aquest campionat, organitzat per la FIM. El calendari oficial constava d'11 proves puntuables, celebrades entre el 6 de gener i el 18 de març. Una de les proves destacades va ser el Trial Indoor de Barcelona, disputat el 4 de febrer.
Dougie Lampkin va guanyar el seu cinquè i últim títol mundial indoor consecutiu després de dominar la temporada de forma incontestable, amb deu victòries i un segon lloc a les onze proves puntuables. Aquesta vegada, el subcampió fou un debutant, Marc Freixa, en comptes de l'habitual Marc Colomer, que ocupà el tercer lloc (el seu pitjor resultat des de l'estrena del mundial el 1993) en el seu primer any amb Gas Gas. Albert Cabestany, quart classificat en la seva primera temporada al campionat, fou el tercer català situat entre els quatre primers. A banda de Freixa i Cabestany, aquell any va debutar al mundial un altre català que poc després esdevindria un dels protagonistes del campionat, Adam Raga, onzè amb la Gas Gas.

## Sistema de puntuació
| Posició | 1  | 2  | 3  | 4  | 5  | 6  | 7 | 8 | 9 | 10 |
| Punts   | 20 | 17 | 15 | 13 | 11 | 10 | 9 | 8 | 7 | 6  |

## Calendari
| Ronda | Data         | Prova               | Lloc       | Guanyador      |
| ----- | ------------ | ------------------- | ---------- | -------------- |
| 1     | 6 de gener   | Gran Bretanya       | Sheffield  | Dougie Lampkin |
| 2     | 11 de gener  | Emirats Àrabs Units | Dubai      | Dougie Lampkin |
| 3     | 13 de gener  | Alemanya            | Coblença   | Dougie Lampkin |
| 4     | 21 de gener  | Itàlia              | Torí       | Dougie Lampkin |
| 5     | 4 de febrer  | Espanya             | Barcelona  | Dougie Lampkin |
| 6     | 10 de febrer | Portugal            | Lisboa     | Dougie Lampkin |
| 7     | 16 de febrer | Àustria             | Viena      | Dougie Lampkin |
| 8     | 18 de febrer | Espanya             | La Corunya | Dougie Lampkin |
| 9     | 7 de març    | Itàlia              | Bolzano    | Steve Colley   |
| 10    | 3 de març    | Alemanya            | Bremen     | Dougie Lampkin |
| 11    | 18 de març   | Espanya             | Madrid     | Dougie Lampkin |

## Classificació final
| Posició | Pilot                 | Motocicleta  | Punts |
| ------- | --------------------- | ------------ | ----- |
| 1       | Dougie Lampkin        | Montesa      | 217   |
| 2       | Marc Freixa           | Sherco       | 156   |
| 3       | Marc Colomer          | Gas Gas      | 153   |
| 4       | Albert Cabestany      | Beta         | 149   |
| 5       | Steve Colley          | Gas Gas      | 139   |
| 6       | Takahisa Fujinami     | Honda        | 124   |
| 7       | Carsten Stranghöner   | Sherco       | 18    |
| 8       | Andreas Lettenbichler | Montesa/Beta | 16    |
| 9       | Bruno Camozzi         | Gas Gas      | 15    |
| 10      | David Cobos           | Montesa      | 10    |
| 11      | Adam Raga             | Gas Gas      | 10    |